# ヨベル・オルテガ
ヨベル・オルテガ（Yober Ortega、1965年8月21日 - ）は、ベネズエラの男性プロボクサー。元WBA世界スーパーバンタム級王者。

## 来歴
1990年9月15日、プロデビュー。
1995年4月1日、ベネズエラスーパーバンタム級王座を獲得。同年11月25日、WBAフェデラテンスーパーバンタム級王座を獲得。
1996年3月23日、同国人のアントニオ・セルメニョの持つWBA世界スーパーバンタム級王座に挑むも判定負け。
1997年5月5日、ベネズエラ王座を再び獲得。
1998年10月3日、 NABA北米スーパーバンタム級王座を獲得。
1999年10月9日、WBA世界スーパーバンタム級暫定王座決定戦に出場、セルメニョと再び対戦するも判定負け。
2000年11月23日、名古屋市総合体育館にて石井広三とWBA世界スーパーバンタム級暫定王座を争い、11ラウンドTKO勝ちで王座獲得。
2001年11月17日、ホセ・ロハスに4ラウンドKO勝ちで初防衛。
正規王者クラレンス・アダムズの王座返上に伴い、正規王者に昇格。
2002年2月21日、ヨーダムロン・シンワンチャーに判定負けで2度目の防衛に失敗、王座を失う。
2004年5月23日、2度目の来日。山梨県にて渡辺純一を2ラウンドTKOに下す。
2005年10月15日、セレスティーノ・カバジェロとWBA世界スーパーバンタム級暫定王座を争い判定負け。
2006年3月26日、マイナー団体であるIBO世界スーパーバンタム級王座に挑むも判定負け。

## 獲得タイトル
- ベネズエラ・スーパーバンタム級王座
- NABA北米スーパーバンタム級王座
- WBAフェデラテン・スーパーバンタム級王座
- WBA世界スーパーバンタム級暫定王座
- WBA世界スーパーバンタム級王座（防衛1）